# ورزشگاه آرکادیا
ورزشگاه آرکادیا (انگلیسی: Stadions Arkādija) یک ورزشگاه چند منظوره ریگا، لتونی است. این ورزشگاه در حال حاضر برای فوتبال استفاده می‌شود و این ورزشگاه خانه تیم Football club RFS می‌باشد. ظرفیت این استادیوم ۲۵۰ نفر می‌باشد.